# Olavi Rove
Olavi Rove (Helsinki, 29 luglio 1915 – Helsinki, 22 maggio 1966) è stato un ginnasta finlandese.

## Palmarès

### Olimpiadi
- Oro a Londra 1948 nel concorso a squadre
- Argento a Londra 1948 nel volteggio
- Bronzo a Helsinki 1952 nel concorso a squadre